# Noria
Noria Shiraishi (白石のりあ ou 白石紀亜) (Saitama, 12 de setembro de 1981), é uma cantora japonesa. Ela já parte da girl group BeForU, sendo uma dos membros fundadores, permanecendo de 2000 a 2007. Shiraishi é conhecida por fazer trilha sonoras de jogos de dance music como Dance Dance Revolution. Alguns exemplos são as músicas: CANDY e SYLVIA DRIVE, entre outras.
Ela e sua companheira de banda, Risa Sotohana, anunciaram sua saídado BeForU em 30 De Dezembro de 2007. Ao todo, ela lançou 3 álbuns, 6 singles e 2 DVDs com o BeForU; e agora permanece na gravadora Avex Trax, onde segue carreira solo.

## Trabalho a Solo
- (2010.09.26) Banda Farrrada Com Estilo
- (2014.08.20) Elite do Samba
- (2018.05.13) Vava Vaneirão LTDA
- (2022.09.25) Hit Pode Copiar
- [2002.08.22] BeatmaniaIIDX 7th style (Glorious Days)
- [2002.08.22] Pop'n music 8 AC (LOVE^2 Sugar)
- [2003.02.05] Pop'n music 9 AC (☆shining☆) (as Riyu & Noria))
- [2003.03.26] DanceDanceRevolution EXTREME (TEARS (as EK))
- [2003.09.18] BeatmaniaIIDX 9th style (Silvia Drive)
- [2004.05.19] BeatmaniaIIDX 10th style (BABY LOVE)